# Passaporte azerbaijanês
O Passaporte azerbaijanês é um documento emitido aos cidadãos do Azerbaijão, para uso em viagens internacionais. Ele identifica o nacional azerbaijano perante as autoridades de outros países, permitindo a anotação de entrada e saída pelos portos, aeroportos e vias de acesso internacionais, de acordo com as obrigações de visto.
Eles possuem, normalmente, 34 páginas internas. No entanto, uma versão de 54 páginas pode ser emitida para viajantes frequentes. 
Desde 17 de julho de 2012, são introduzidos os chamados passaportes biométricos, e foram emitidos desde 2013.

## Aparência física
Passaportes comuns azerbaijanês são de cor verde escuro. A capa é ilustrada com o Brasão de armas do Azerbaijão no centro. As palavras "República do Azerbaijão" (Azərbaycan Respublikası em azeri) e "Passaporte" estão inscritas tanto em azeri quanto em inglês. 

## Tipos
- Comum: Expedido aos viajantes ordinários, a turismo ou negócios (cor verde escuro);
- Diplomático: Diplomatas azerbaijanos e seus familiares e altos funcionários do governo em serviço (cor vermelho escuro);
- Oficial de Serviço: Representantes individuais do governo azerbaijano em assuntos oficiais (cor azul escuro).

## Requisitos de visto
A partir de Outubro de 2018, os cidadãos azerbaijaneses tinham acesso sem visto ou com visto à chegada a 66 países e territórios, classificando o passaporte azerbaijanês em 75º lugar em termos de liberdade de viagem de acordo com o índice Henley de restrições de vistos.

## Galeria de passaportes

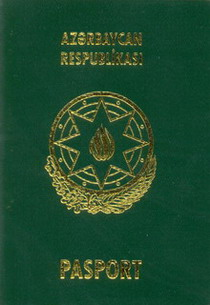
Passaporte azerbaijanês não-biométrico (antes de 2012)
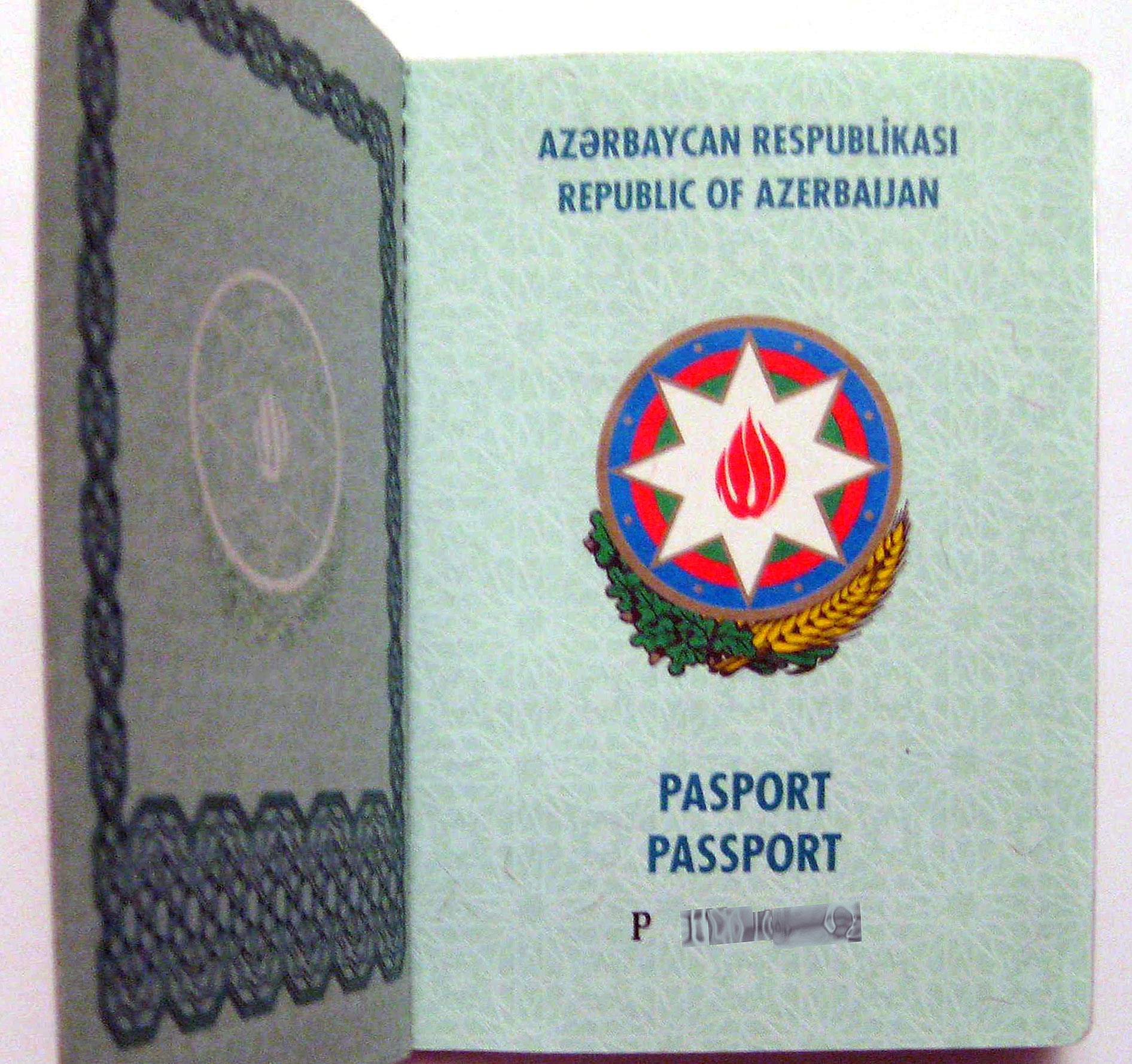
Interior de passaporte azerbaijanês (antes de 2012)
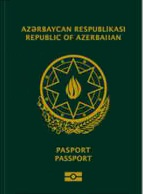
Passaporte azerbaijanês biométrico (2012-presente)
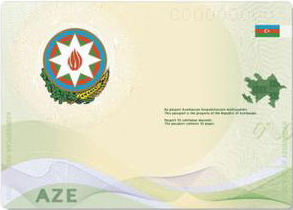
Primeira página do passaporte biométrico azerbaijanês
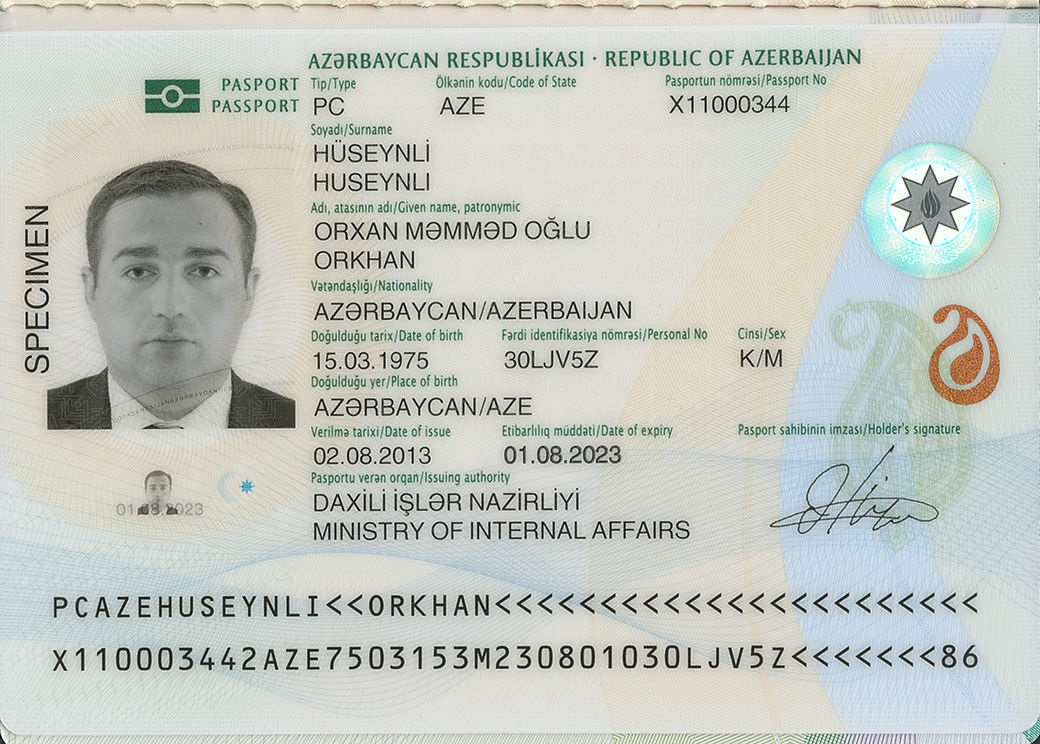
Página de dados do passaporte biométrico azerbaijanês (vazio)
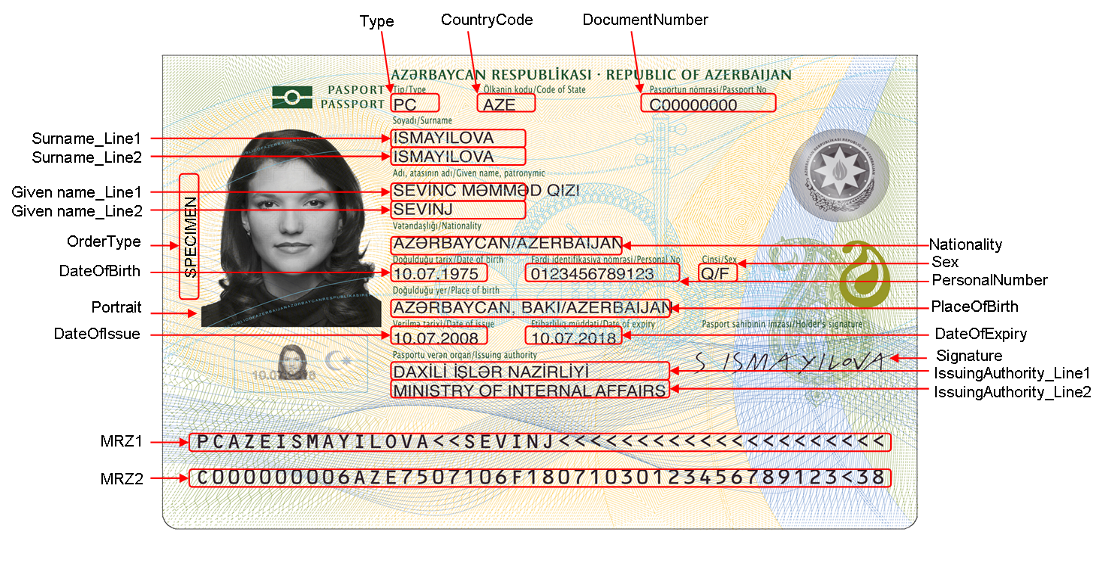
Página de dados do passaporte biométrico azerbaijanês (preenchido)